# Wayne Roycroft
Wayne William Roycroft (ur. 21 maja 1946 w Mansfield) – australijski jeździec sportowy, dwukrotny medalista olimpijski. 
Specjalizował się we Wszechstronnym Konkursie Konia Wierzchowego. Brał udział w trzech igrzyskach (IO 68, IO 76, IO 84), na dwóch zdobywając medale. Oba – brązowe – medale wywalczył w drużynie (w 1968 i 1976). Podczas tych startów jednym z jego partnerów był jego ojciec Bill. W igrzyskach brali także udział jego żona Vicki oraz bracia Barry i James.